# Warmen
Warmen er et finsk neo-klassisk metal-band dannet i 2000 af keyboardspiller Janne Viljami Wirman (også kendt som Warman). Janne har spillet med Children of Bodom siden 1997 og skabte i 2000 et musikalsk projekt der fokuserede på instrumentalarbejde, og som kun ville have en gæstevokalist på nogle få udvalgte numre. De første numre fra Warmen blev komponeret af Janne, guitarist Sami Virtanen og trommeslager Mirka Rantanen. Disse medlemmer indspillede og udgav succesfuldt debutalbummet Unknown Soldier samme år som bandets stiftelse i samarbejde med gæstevokalist Kimberly Goss (fra Sinergy), guitarist Roope Latvala (også fra Sinergy) og bassist Jari Kainulainen (fra Stratovarius). 
Det følgende år sluttede Lauri Porra (fra Sinergy) og Jannes bror Antti Wirman sig til bandet. De gik efterfølgende i gang med indspilningen af albummet Beyond Abilities i Warmen Productions Studio (nu ved navn Beyond Abilities). Med mere tilstedeværende og varierende vokal sang Timo Kotipelto (fra Stratovarius), Pasi Nykänen (fra Throne of Chaos) og Kimberly Goss på albummet.
Deres fjerde album Accept the Fact blev udgivet i juni 2005.

## Medlemmer

### Nuværende medlemmer
- Janne Wirman – Keyboard
- Sami Virtanen – Guitar
- Lauri Porra – Bas
- Mirka Rantanen – Trommer

### Tidligere medlemmer
- Antti Wirman – Guitar

### Gæstemedlemmer
- Roope Latvala – Guitar
- Jari Kainulainen – Bas
- Kimberly Goss – Vokal
- Timo Kotipelto – Vokal
- Pasi Nykänen – Vokal
- Alexi Laiho – Vokal
- Marko Vaara – Vokal
- Jonna Kossonen – Vokal
- Ralph Santolla – Guitar

## Diskografi

### Album
- Unknown Soldier (2000)
- Beyond Abilities (2002)
- Accept the Fact (2005)
- Japanese Hospitality (2009)
- First of the Five Elements (2014)

### Singler
- Alone (2001)
- Somebody's Watching Me (2005)
- They All Blame Me (2005)